# Brachytèle
Brachyteles
Genre
Brachyteles, les Brachytèles, est un genre de singes endémiques du Brésil.
Le Muriqui du Sud (Brachyteles arachnoides) se distingue par un visage entièrement noir de son cousin du nord (Brachyteles hypoxanthus) dont le visage est noir moucheté de rose.

## Liste d'espèces
Selon Mammal Species of the World :
- Brachyteles arachnoides - Brachytèle araignée[2], Atèle araignée[2], Singe-araignée laineux[2],[3], Muriqui[2], Atèle arachnoïde[3],[4], Eroïde[3],[5]
- Brachyteles hypoxanthus